# Co-op City

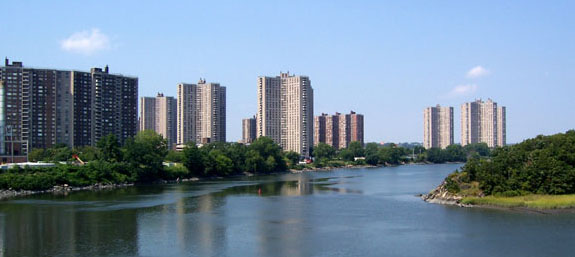
Die Co-op City befindet sich am Hutchinson River

Die Co-op City (Cooperative City) ist eine wohnungsbaugenossenschaftliche Wohnanlage in der Bronx in New York City. Sie gilt als das größte genossenschaftliche Wohnbauprojekt der Vereinigten Staaten und hatte 2020 laut US Census 37.369 Einwohner.
Der Stadtteil Co-op City befindet sich im nordöstlichsten Teil der Bronx und wird im Südwesten, Westen und Norden von der Interstate 95 und im Osten und Südosten vom Hutchinson River beziehungsweise der Schnellstraße Hutchinson River Parkway begrenzt. Benachbarte Stadtteile und Orte sind im Süden Pelham Bay, im Westen Baychester, im Norden Eastchester (alle The Bronx) sowie im Nordosten Pelham Manor (Pelham) im Westchester County. Co-op City ist Teil des Bronx Community Districts 10. Es gehört zum 45. Bezirk des New Yorker Polizeidepartements und im Stadtrat zum New York City Council District 12. Die Postleitzahl ist 10475.

## Die Co-op City

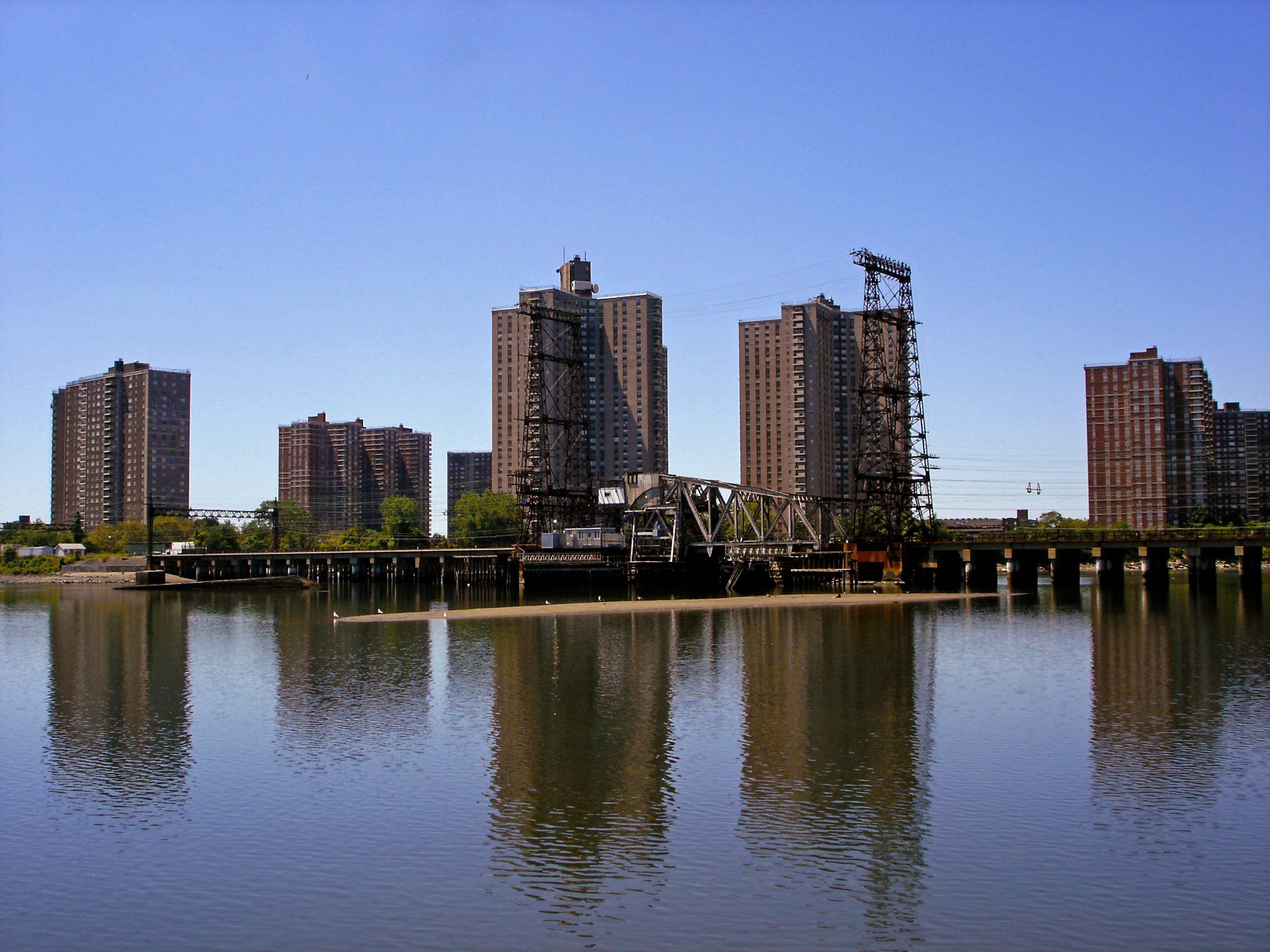
Die Co-op City von Osten aus gesehen – mit dem Hutchinson River im Vordergrund.

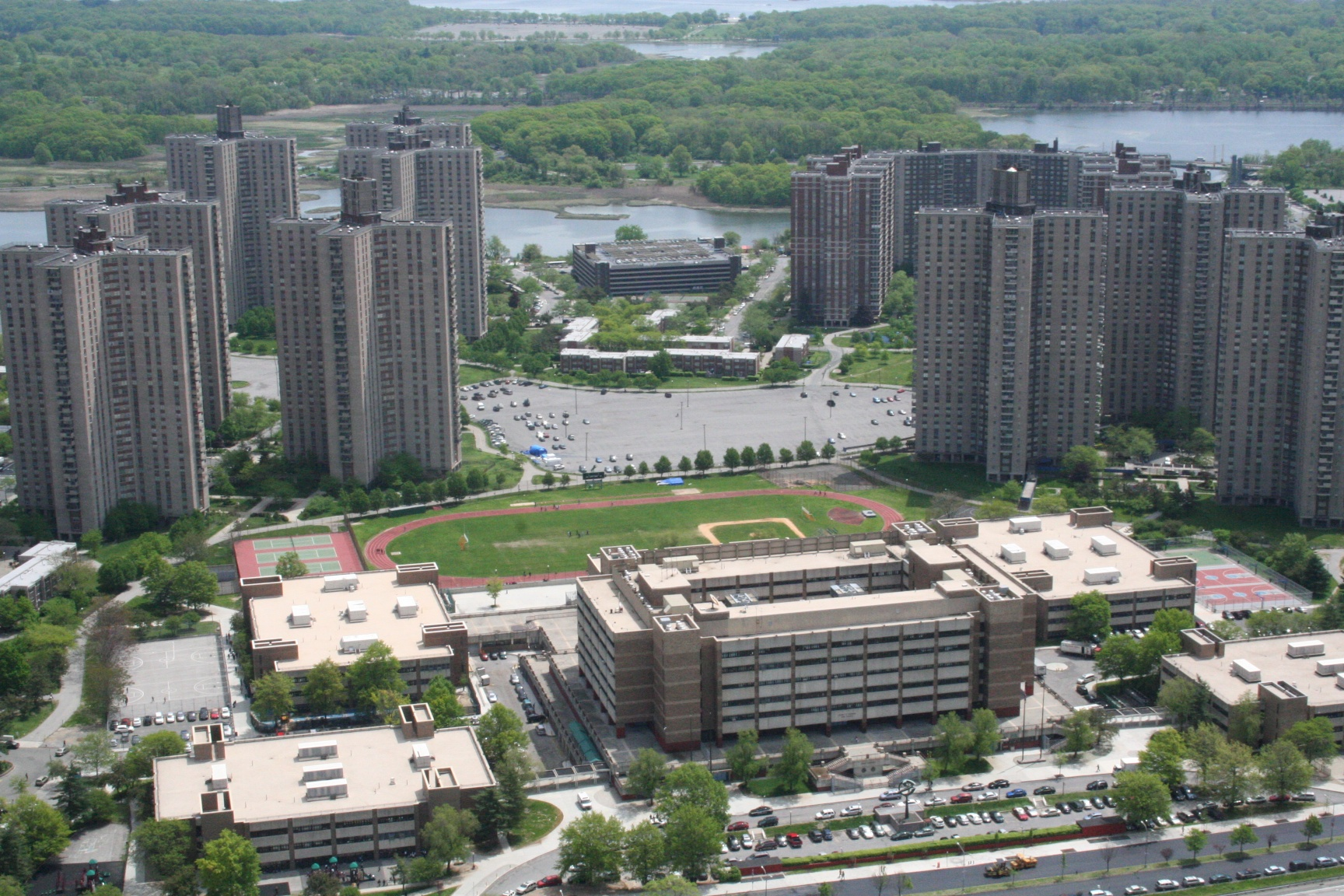
Luftaufnahme des Harry S. Truman High School (X455) Campus mit der umgebenden Co-Op City in der Bronx

Wenn man über die Interstate 95 von Norden nach New York City fährt, taucht die Co-op City als erstes Beispiel für New Yorks Urbanität auf. Sie erstreckt sich auf knapp 130 Hektar Fläche, wovon nur etwa 20 % bebaut wurden, wodurch viele Grünflächen entstanden. Die Wohnhochhäuser wurden in den Gebäudetypen „Triple Core“, „Chevron“ und „Tower“ erbaut. Sie ragen zwischen 24 und 33 Stockwerke in die Höhe. Darüber hinaus gibt es 236 dreistöckige Stadthäuser mit je einer Gartenwohnung und einer darüberliegenden Maisonette-Wohnung mit drei Schlafzimmern.
Die Co-op City ist in fünf Bereiche unterteilt: Eins bis vier sind miteinander verbunden, der fünfte ist durch den Hutchinson River Parkway von den anderen vieren abgeteilt. Jede Straße in einem Bereich trägt einen Buchstaben als Namen. Alle Straßen im ersten Bereich beginnen mit dem Buchstaben „D“, im zweiten mit „C“, im dritten mit „A“, im vierten mit „B“ und im fünften mit „E“.
Diese „Stadt in der Stadt“ hat acht Parkhäuser, drei Einkaufscenter, eine eigene Polizeibehörde, einen über zehn Hektar großen „Bildungspark“ mit einer High School (Harry S. Truman High School), die über ein Planetarium, ein Kraftwerk, einen vierstöckigen Generator für die Klimaanlage und ein Feuerwehrhaus verfügt. Darüber hinaus hat die Co-op City zwei Middle Schools, drei Grundschulen, sechs Kinderkrippen, über 40 Büros unter anderem mit Ärzten und Anwälten, etwa 15 Sakralbauten sowie vier Basketballplätze und fünf Baseballfelder. Im angrenzenden Bay Plaza Shopping Center befinden sich ein Multiplex Kinotheater mit 13 Leinwänden, Läden und ein Supermarkt.
Die Wohngebäude wurden auf einer ehemaligen Deponie erbaut. Das Gelände ist immer noch vom ursprünglichen Marschland umgeben. Die Fundamente der Gebäude befinden sich auf 50.000 Pfählen, die auf anstehendem Gestein fußen. Das Land um die Gebäude der Co-op City setzt sich jedoch und sinkt jährlich um zirka 2,5 cm, was zu Rissen in Bürgersteigen und Gebäudeneingängen führt.

## Verwaltung von Co-op City
Die RiverBay Corporation ist für die Gebäude zuständig. Sie beschäftigt über 1000 Menschen in 32 Abteilungen für den Betrieb und die Verwaltung der Co-op City. Der Komplex hat seine eigene Sicherheitsabteilung (Co-op City Department of Public Safety) mit mehr als 100 vereidigten Mitarbeitern. Diese Abteilung überwacht im Public Safety Command Center zugleich das Gelände mit Sicherheitskameras.
Die RiverBay Corporation hat einen 15-köpfigen ehrenamtlichen Vorstand, der von den Bewohnern gewählt wird, da der Komplex eine Wohnungsbaugenossenschaft ist.
Es gibt zwei wöchentliche Zeitungen für die Bewohner: Co-op City Times (die Zeitung von RiverBay) und City News.

## Geschichte

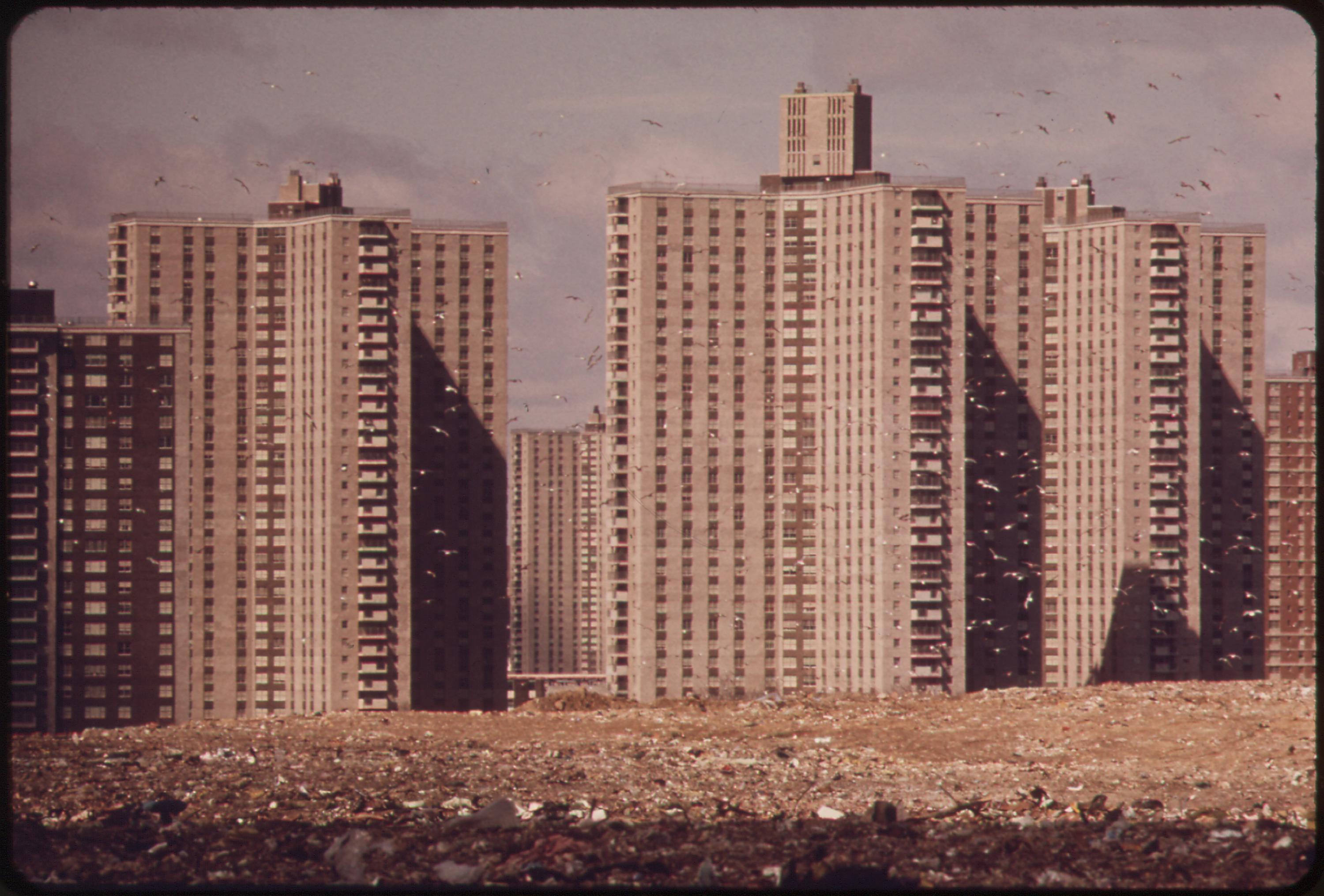
Die Wohnungen der Co-op City befanden sich 1973 noch am Rande einer Mülldeponie, die bereits überlastet war.

### Erholungsgebiet
Ursprünglich war das Gelände der Co-op City überwiegend Sumpfland. Noch in den 1950er Jahren wurde der überwiegende Teil dieses flachen Geländes zur Erholung genutzt – zum Beispiel fanden hier Treffen von Modellflugzeugbauern statt. Damals konnte man zum Hutchinson River fahren und dort auf Wegen durch Schilfgras spazieren und im Fluss schwimmen. Das Gelände südlich des Hutchinson River Parkways (Bereich 5 der Co-op City) war noch unberührtes Sumpfland, bis dort Co-op City errichtet wurde. Hier konnten in den 1950er Jahren an der Mündung des Hutchinson River Boote und Kanus geliehen werden. Darüber hinaus befand sich hier Gus's Barge – ein bekanntes Restaurant und Nachtclub mit Bootsverleih, in dem Jazzcombos und andere Musiker auftraten. Die Betreiber verkauften Gus's Barge Anfang der 1960er Jahre.

### Mülldeponie und Freizeitpark
Da schließlich das Gebiet auch als Mülldeponie genutzt wurde, nannten die Anwohner der Gegend das Land nördlich des Hutchinson River Parkway „The Dump“ (Die Deponie). Von 1960 bis 1964 wurde auf einem 83 Hektar großen Teilgebiet der späteren Co-op City der Freizeitpark Freedomland U.S.A. betrieben, bis dieser schließen musste.

### Baubeginn 1966
Der Bau der Co-op City begann im Mai 1966. Die ersten Bewohner zogen im Dezember 1968 ein. Der Bau wurde 1973 abgeschlossen. Die 17.921 Wohneinheiten in 35 Hochhäusern und sieben Stadthäuser-Gruppen machen die Co-op City zum größten Wohnbauprojekt der Vereinigten Staaten.
Das Projekt wurde von der United Housing Foundation gefördert und erbaut – eine Organisation, die 1951 von Abraham Kazan und den Amalgamated Clothing Workers of America gegründet wurde. Der Entwurf stammt vom Architekten Herman Jessor.
Der Bau der Co-op City wurde mit einem Kredit der New York State’s Housing Finance Agency (HFA) finanziert.

### Miet-Streik

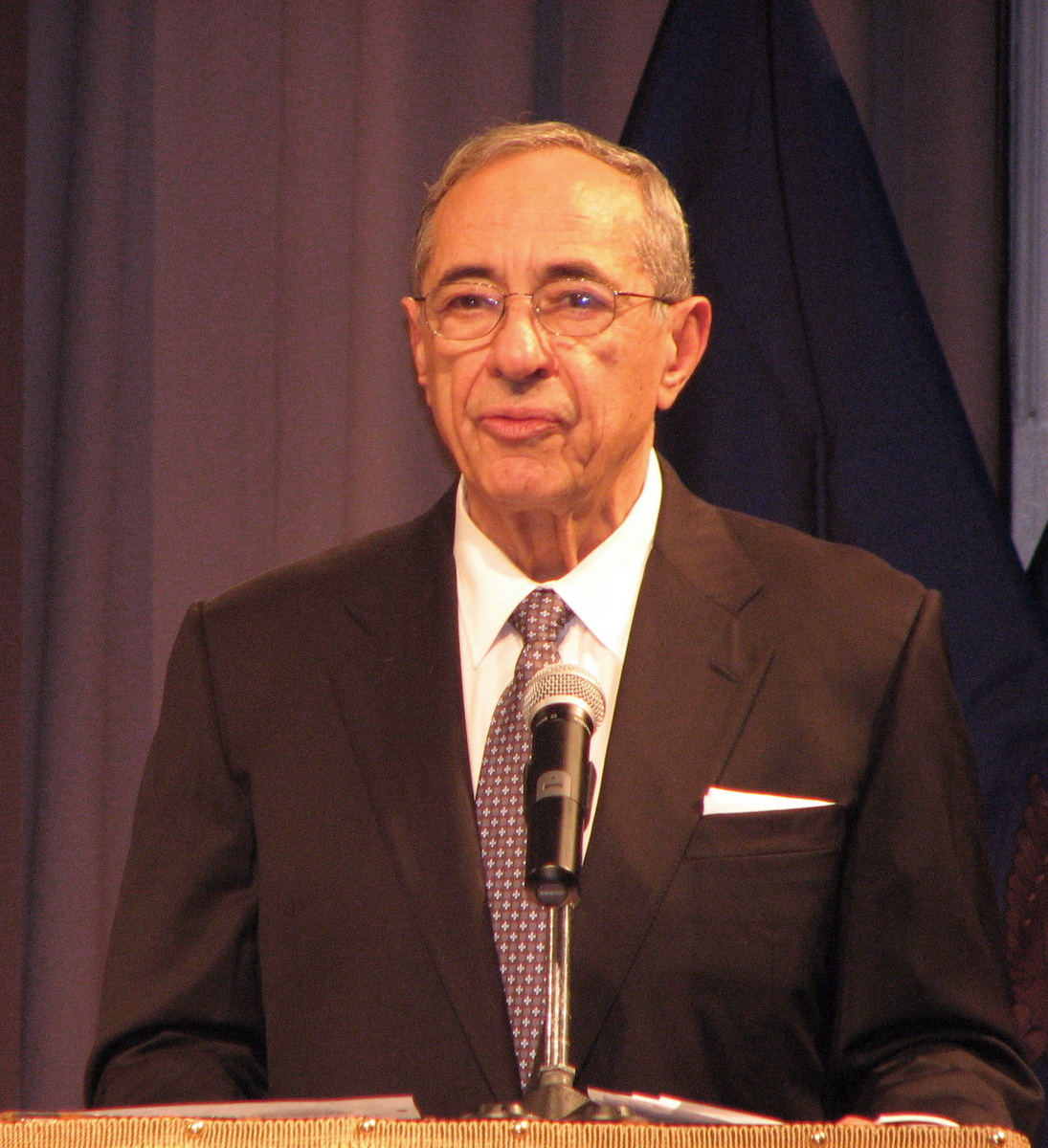
Mario Cuomo (2007)

Misswirtschaft, eine schlechte Bauqualität und Korruption führten in der Geschichte von Co-op City immer wieder zu Skandalen. So konnte zum Beispiel der Kredit 1975 nicht mehr bedient werden. Daher übernahm der Staat New York die Verwaltung des Komplexes und konfrontierte die Bewohner mit einer 25-prozentigen Erhöhung der monatlichen Instandhaltungskosten. Dies führte zu einem Miet-Streik. Der Staat New York drohte mit der Schließung von Co-op City und der Räumung der Wohnungen, was für die Betroffenen zugleich den Verlust der Genossenschaftsanteile bedeutet hätte. Doch die Bewohner des Komplexes streikten 13 Monate lang weiter, bis der Präsident des Bezirks Bronx (Robert Abrams) und der Secretary of State of New York (Mario Cuomo) als Schlichter angerufen wurden, um zwischen den beiden Parteien zu vermitteln. Schließlich wurden der Genossenschaft 20 Millionen US-Dollar Schulden erlassen. Zugleich sollte die Genossenschaft auch die Verwaltung und Bewirtschaftung des Komplexes übernehmen und selbst die Gebühren festlegen. Damit ging der längste und größte Mieter-Streik in der Geschichte der Vereinigten Staaten zu Ende.
Bis heute hat der Komplex noch Schulden bei der HFA. 2004 konnten aufgrund von hohen Kosten für Notreparaturen die Raten nicht mehr bedient werden. Unter bestimmten Auflagen half hier die New York Community Bank der RiverBay Corporation mit einem Überbrückungsdarlehen.

### Renovierungen in den 2000er Jahren

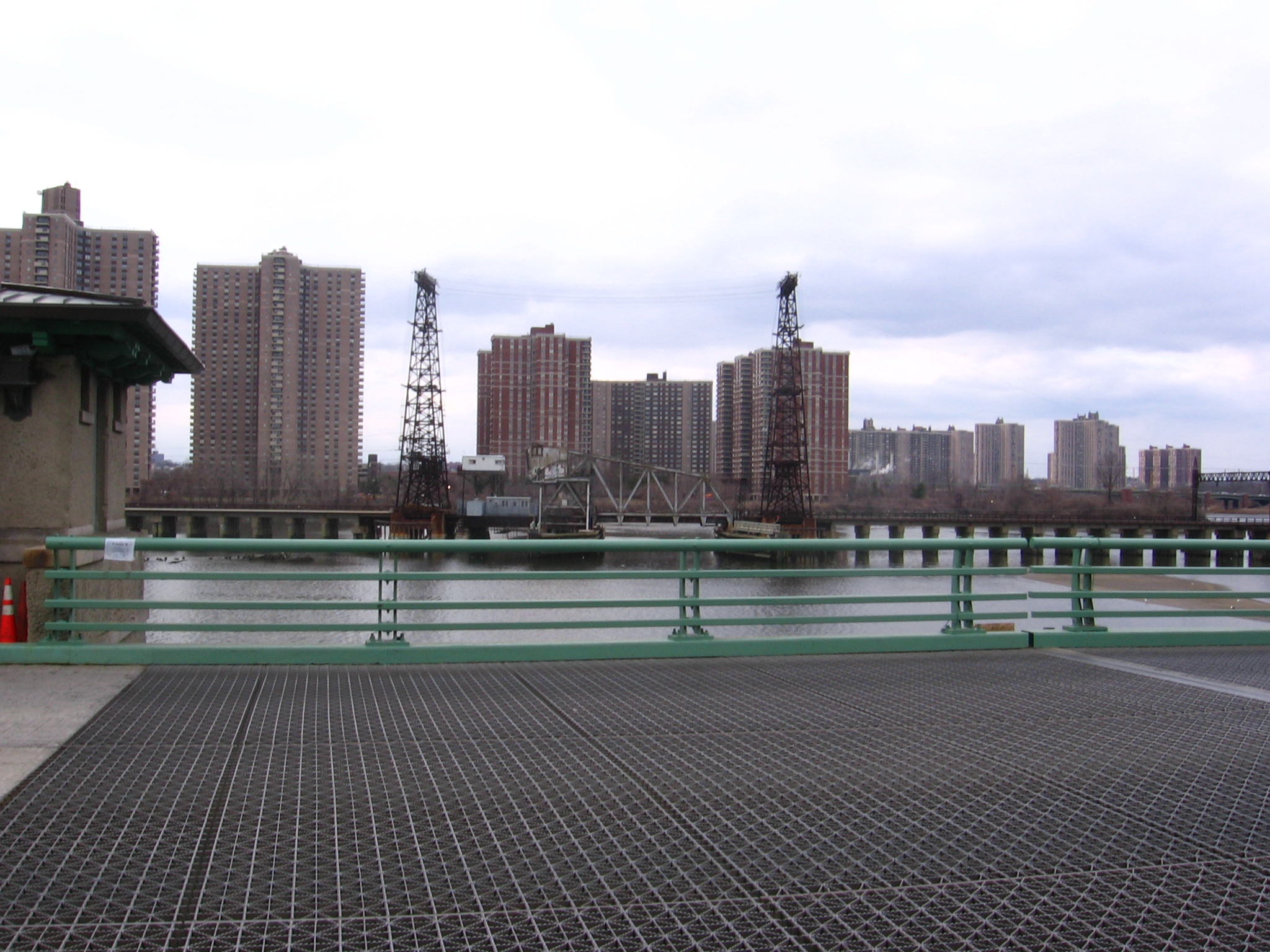
Blick über den Hutchinson River auf die Co-op City.

In den 2000er Jahren wurde der gesamte Komplex für 240 Millionen US-Dollar renoviert. Dieser Prozess wird als „Renaissance“ von Co-op City bezeichnet. Viele dieser Maßnahmen machten den Komplex ökologischer. So produziert das Kraftwerk weniger Abgase, die Gebäude benötigen weniger Energie und die Recyclinganstrengungen wurden gesteigert. Dafür erhielt Co-op City einen Zuschuss von der New York State Energy Research and Development Authority (NYSERDA) in Höhe von 5,2 Millionen US-Dollar im Rahmen des NY Energy $mart Assisted Multifamily Program.
Dabei wurden Rohrleitungen und Müllpressen ausgetauscht, Garagen und Dächer saniert, das Kraftwerk verbessert, Fassaden- und Terrassenreparaturen durchgeführt, auf energieeffiziente Beleuchtung und wassersparende Technologien umgestellt sowie 130.000 Fenster, 4000 Terrassentüren und alle 179 Aufzüge ausgetauscht.
2007 wurde das Kraftwerk erneuert und erweitert. Es konnte nunmehr nicht nur die eingehende Elektrizität an die Haushalte verteilen, sondern wurde durch eine 40 Megawatt starke Kraft-Wärme-Kälte-Kopplung erweitert, bei der Turbinen mit Öl, Gas oder Dampf betrieben werden können, um selbst Energie zu erzeugen. Dafür wurden 90 Millionen US-Dollar investiert. Diese Kosten werden sich voraussichtlich amortisieren, da konservative Schätzungen davon ausgehen, dass mit dem neuen Kraftwerk jährlich 18 Millionen US-Dollar an Energiekosten eingespart werden können. Wird überschüssige Energie produziert, kann dieser Strom in das allgemeine Stromnetz eingespeist und verkauft werden.
2003 stürzte eine Parkgarage teilweise ein. Danach wurde festgestellt, dass fünf der acht Parkgaragen nicht mehr sicher sind, worauf diese für umfangreiche Reparaturen geschlossen werden mussten. Die übrigen drei Parkgaragen konnten während der Sanierungsarbeiten teilweise geöffnet bleiben. Um mit der Parkplatznot zurechtzukommen, erlaubte New York City, dass im Komplex geparkt werden durfte. Hierfür wurden Grünzüge befestigt, um zusätzliche Parkplätze zu schaffen. Darüber hinaus wurde mit dem nahe gelegenen Einkaufszentrum eine Vereinbarung getroffen, dass dort Parkplätze mitgenutzt werden konnten. Im Januar 2008 waren erstmals nach 4,5 Jahren Renovierungsarbeiten wieder alle Parkgaragen geöffnet. Die Grünzüge wurde anschließend wiederhergestellt.
Wer für diese Renovierungsarbeiten aufkommen sollte, wurde zum Streitgegenstand zwischen RiverBay und dem Staate New York. Co-op City wurde im Rahmen des Mitchell-Lama Housing Program des Staates New York entwickelt, das günstigen Wohnraum subventioniert. RiverBay verlangte nun, dass der Staat bei diesen Kosten helfen sollte, da die schwerwiegenden Schäden an der Infrastruktur von der ursprünglich schlechten Bauqualität der Co-op City herrühren, die unter der Aufsicht des Staates entstanden. Der Staat hingegen machte RiverBay für die Kosten verantwortlich, da sie die Gebäude nicht ausreichend instand gehalten hätten. Schließlich endete der Streit mit einem Vergleich. Der Staat stellte die Gelder für die Renovierungen bereit und RiverBay bekam im Jahre 2004 480 Millionen US-Dollar von der New York Community Bank, um die Kredite und restlichen Unkosten bedienen zu können.

## Bewohner

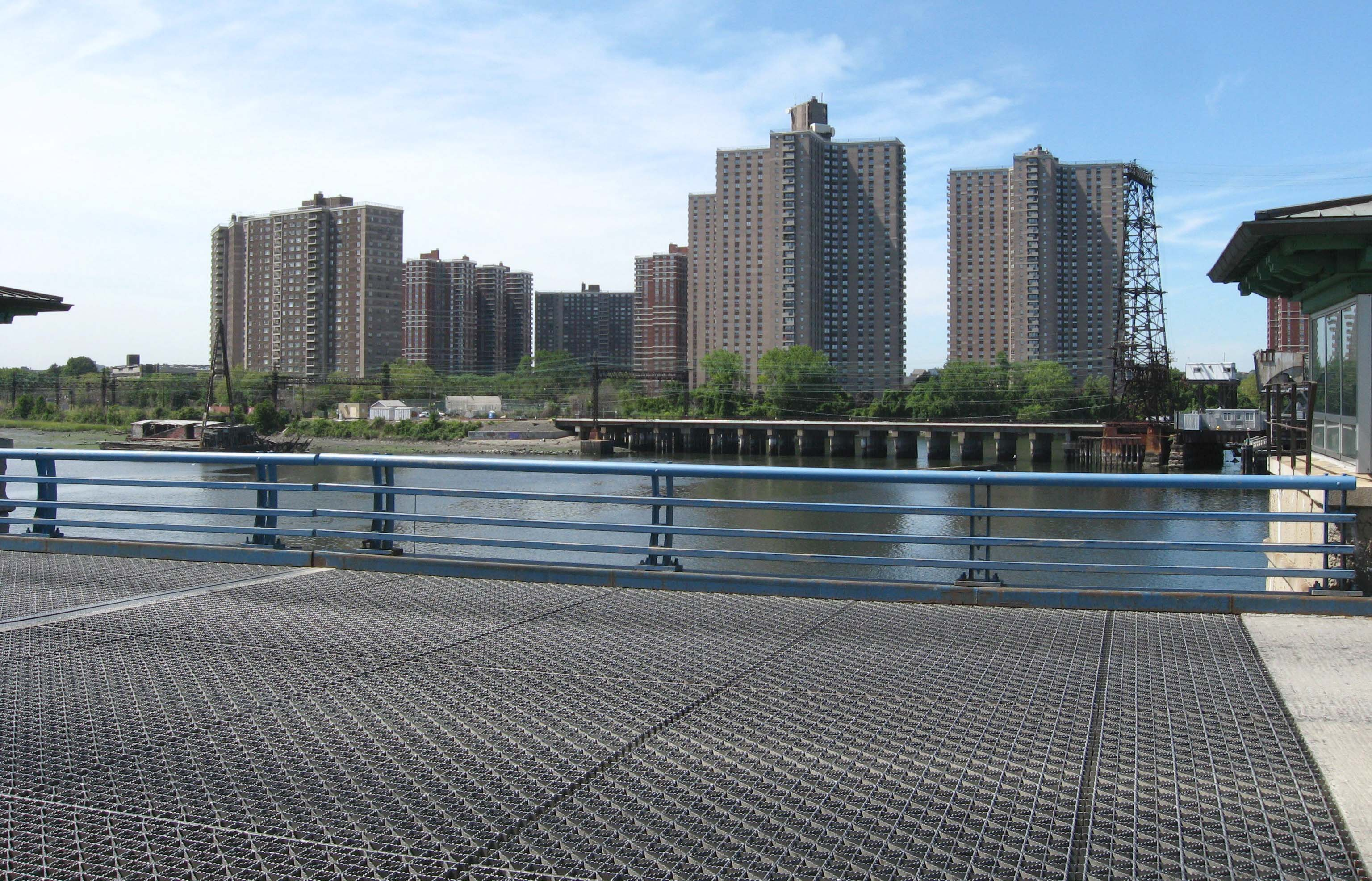
Blick Richtung Westen über den Hutchinson River auf die Co-op City.

Co-op City hatte im Jahr 2020 laut US Census 37.369 Einwohner, die in 17.921 Haushalten lebten. Der Stadtteil wird überwiegend von Afroamerikanern bewohnt, die mit 23.389 Menschen einen Bevölkerungsanteil von 62,6 % aufweisen. Des Weiteren leben hier 10.221 (27,4 %) Hispanics und Latinos, 1.930 (5,2 %) Weiße, 490 (1,3 %) Asiaten, 340 (0,9 %) aus anderen Ethnien und 999 (2,7 %) aus zwei oder mehr Ethnien. Für die 9736 über 65 Jahre alten Bewohner wurde ein „Senior Services Program“ entwickelt, um bei altersbedingten Einschränkungen Hilfe anbieten zu können. Viele dieser Senioren zogen während ihres Berufslebens in den Komplex und blieben hier nach ihrer Verrentung wohnen.
In den Anfangsjahren wohnten in der Co-op City auch viele Juden, Italiener und Iren, die aus anderen Teilen der Bronx (z. B. der Grand Concourse) hierher zogen. Darüber hinaus zogen hier auch Afroamerikaner ein. Als die ersten Einwohner mit zunehmendem Alter wieder auszogen, zogen Menschen ein, die der ethnischen Zusammensetzung der Bronx entsprachen, so dass schließlich Afroamerikaner und Hispanics die Mehrheit der Bewohner stellten.
Nach dem Ende der Sowjetunion zogen in den 1990er Jahren viele Zuwanderer aus Osteuropa hierher – vor allem aus Russland und Albanien.

## Erreichbarkeit
Co-op City wird von mehreren Buslinien bedient. Die lokalen Buslinien der New York City Transit Authority Bx5, Bx12, Bx26, Bx28, Bx29 und Bx30 sowie die Linien der New York City Transit Buses (beide Metropolitan Transportation Authority) Bx23, Q50 und BxM7 verbinden Co-op City mit den umliegenden Linien der New York City Subway und mit den Außenbezirken (z. B.: City Island). Bei der Linie BxM7 handelt es sich um eine Express-Route von/nach Manhattan die entlang der Madison Avenue führt. Der Bau einer U-Bahn-Linie direkt in die Co-op City war bereits in Planung, wurde aber wegen Finanzierungsproblemen wieder eingestellt.

## Popkultur
- Auf dem Album Factory Showroom der Band They Might Be Giants findet sich ein Coversong mit dem Titel New York City (ursprünglich von der kanadischen Band Cub). Dabei änderten They Might Be Giants den Liedtext und tauschten Alphabet City gegen Co-op City.
- Robert Klein besingt die Bronx als schönen Ort und erwähnt dabei ausdrücklich Co-op City im Lied The Traveling Song.
- Der Hip-Hop-Song Sometimes I Rhyme Slow von Nice & Smooth auf dem Album Ain't a Damn Thing Changed (1991) enthält folgende Liedzeile: „I go to Bay Plaza and catch a flick“ (Deutsch: „Ich geh' ins Bay Plaza und schau mir 'nen Film an“) – Bay Plaza ist ein großes Einkaufszentrum in Co-op City mit einem großen Kinokomplex.
- In der düsteren Fantasy-Saga Der Dunkle Turm von Stephen King, stammt die fiktive Figur Eddie Dean aus Co-op City. Bei seinem ersten Auftritt im zweiten Band mit dem Titel Drei wird gesagt, dass Co-op City in der Bronx liegt, wogegen in späteren Bänden „fälschlicherweise“ Brooklyn als der Stadtbezirk angegeben wird, in dem die Co-op City läge. Ein wesentliches Element dieser Romanserie ist das Konzept von sich abwechselnden Realitäten, so dass in einigen dieser Realitäten Co-op City in Brooklyn liegt.
- In der Episode Gone der siebten Staffel von Law & Order: Special Victims Unit führt die Ermittler die Suche nach der Leiche eines ermordeten Zeugen zum Fluss in Co-op City.
- Der Roman Bloodbrothers von Richard Price handelt in einer fiktiven Adresse in Co-op City. Der Titel von Price Roman Freedomland bezieht sich auf den Freizeitpark, der sich einst auf dem Gelände der Co-op City befand, bevor der Komplex gebaut wurde.
- Der Vorspann des Films Finding Forrester zeigt Szenen in und um Co-op City.
- Am Ende des Films The Seven-Ups sieht man die Umgebung des Bereichs fünf der Co-op City.
- Eine Folge von Queer Eye hat einen kurzen Abschnitt in der Co-op City. Dabei sieht man die spezielle Beschilderung des Komplexes.
- Die Zukunft der Co-op City und ihr Untergang nach einem fiktiven Verschwinden der Menschheit wird in Folge 5 der 2. Staffel der Dokufiktion-Serie Zukunft ohne Menschen („Einsturzgefahr“, USA 2010) gezeigt.

## Namhafte Bewohner
- Brian Ash (* 1974), Drehbuchautor und Filmproduzent (lebte von 1974 bis 1993 in der Co-op City)
- David Berkowitz (* 1953), Serienmörder („Son of Sam“; lebte von 1968 bis 1971 in der Co-op City)[22]
- Kurtis Blow (* 1959), Old-School-Hip-Hop-Pionier (lebte Mitte der 1980er Jahre in einem der Broun Place Townhouses)[23]
- Christopher Scott Cherot (* 1967), Filmemacher (lebte von 1970 bis 1981 in der Co-op City)[24]
- Eliot Engel (* 1947), Politiker der Demokratischen Partei[25]
- Stan Jefferson (* 1962), Baseballspieler (wuchs in der Co-op City auf)[26]
- Queen Latifah (* 1970), Hip-Hop-Musikerin, Schauspielerin und Talkshow-Moderatorin (lebte in der Co-op City von 1980 bis 1984)[23]
- Miles Marshall Lewis (* 1970), Autor (lebte in der Co-op City von 1974 bis 1996)[27]
- Richard Price (* 1949), Roman- und Drehbuchautor[28]
- Sally Regenhard (* 1946), Mutter des Feuerwehrmanns Christian Regenhard und Aktivistin für die Familien der Opfer der Terroranschläge vom 11. September 2001
- Larry Seabrook (* 1951), Politiker der Demokratischen Partei[29]
- Sonia Sotomayor (* 1954), Juristin und Richterin am Obersten Gerichtshof der Vereinigten Staaten[30]
- Rod Strickland (* 1966), Basketballspieler

## Voraussetzungen für die Antragstellung als Bewohner

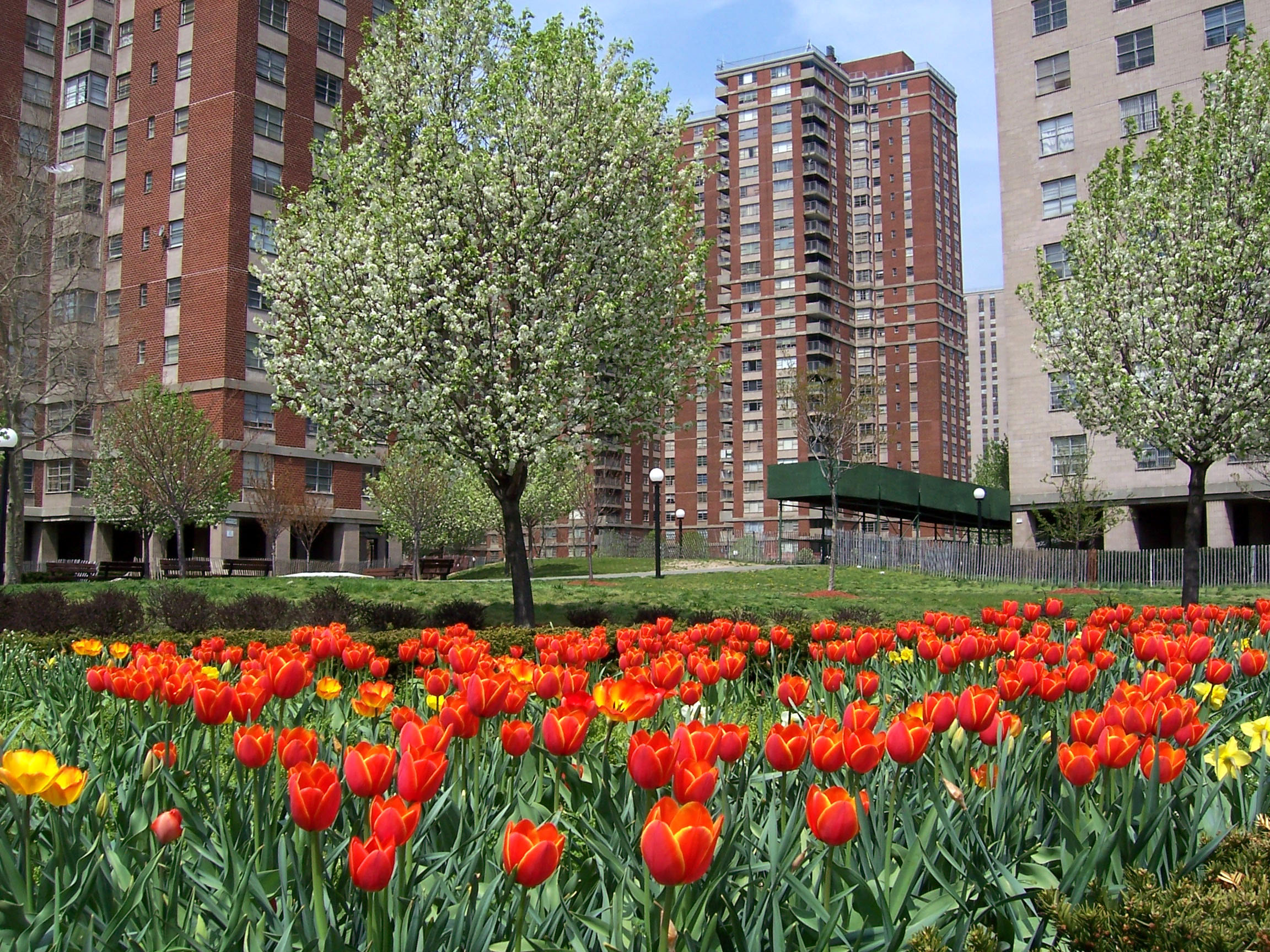
Blick von der Ecke Asch Loop/Co-op City Boulevard

Menschen, die in Co-op City wohnen wollen, müssen im Bewerbungsprozess verschiedene Voraussetzungen erfüllen. Für eine Bewerbung im September 2019 mussten potenzielle Mieter
- frei von Vorstrafen aufgrund von Methamphetaminherstellung sein,
- frei von Verurteilungen sein, die dazu führen, lebenslänglich in einem Sexualstraftäter-Register eingetragen zu sein,
- einen FICO-Credit-Score von mindestens 650 oder einen Nachweis regelmäßig bezahlter Rechnungen vorweisen,
- einen Besuch in der derzeitigen Wohnung während des Bewerbungsprozesses zulassen,
- nachweisen, dass im Haushalt lebende Kinder, die fünf Jahre oder älter sind, eine Schule besuchen.[31]

Abhängig von der Anzahl an Zimmern und Bewohnern belaufen sich die Genossenschaftsanteile auf (Stand: November 2007):
- Wohnungen mit einem Schlafzimmer: 13.500 – 18.000 US-Dollar
- Wohnungen mit zwei Schlafzimmern: 20.250 – 22.500 US-Dollar
- Wohnungen mit drei Schlafzimmern: 27.000 – 29.250 US-Dollar[32]

Einkommensgrenzen:
- Wohnungen mit einem Schlafzimmer: 23.160 – 75.768 US-Dollar
- Wohnungen mit zwei Schlafzimmern: 34.760 – 108.240 US-Dollar
- Wohnungen mit drei Schlafzimmern: 46.320 – 140.760 US-Dollar[32]

Die Untergrenzen beim Einkommen sind bei Rentnern geringer angesetzt: zwischen 20.844 und 45.180 US-Dollar.
Monatliche Kosten:
- Wohnungen mit einem Schlafzimmer: 579 – 772 US-Dollar
- Wohnungen mit zwei Schlafzimmern: 869 – 965 US-Dollar
- Wohnungen mit drei Schlafzimmern: 1158 – 1255 US-Dollar[32]